# 國武綾
國武 綾（くにたけ あや、1986年12月9日 - ）は、日本の女優。広島県福山市出身。エビス大黒舎所属。

## 来歴・人物
福山市立福山高等学校卒業。関西芸術座付属研究所出身。
大阪市西成区・天王寺区で暮らしていた19歳の時、大人計画フェスティバルにスタッフとして関わったことで大いに触発され上京。以後、劇団宝船に所属し、舞台を中心に活動。
2013年、『恋の渦』で映画初出演。2014年、『恋の渦』俳優チームとして第23回日本映画プロフェッショナル大賞新人奨励賞を受賞。
所持資格は日本漢字能力検定準2級・情報処理技能検定2級・日本ワープロ検定2級・普通自動車第一種免許・シニアリーダー（こどもの体験学習・インストラクター）。
2019年5月、映画監督の中川究矢と結婚。
2021年12月、初の監督作品『夫とちょっと離れて島暮らし』が劇場公開。

## 出演

### 映画
- 恋の渦（2013年3月13日、シネマ☆インパクト / SPOTTED PRODUCTIONS） - サトミ 役　大根仁監督[5][6]
- アイドル・イズ・デッド -ノンちゃんのプロパガンダ大戦争-（2014年1月11日、SPOTTED PRODUCTIONS） - コッピ 役　加藤行宏監督[7][8][9]
- 闇金ウシジマくん Part2（2014年5月16日、東宝映像事業部 / SDP）- 明日菜 役　山口雅俊監督
- サッドティー（2014年5月31日、SPOTTED PRODUCTIONS） - 土田緑 役　今泉力哉監督[10][11][12][13]
- TOKYO TRIBE（2014年8月30日、日活） - SAGAストリートガール 役　園子温監督
- イカロスの翼 - ミユキ役　小野昌俊監督
- カプチーノ - ハルカ役　小野昌俊監督
- TERROR OF HOUSE（2015年8月29日、SDP） - 謎の女(今吉華)役　角田裕秋監督[14][15]
- シネマの天使（2015年11月7日、東京テアトル） - 常連客役・夢の中の女性役　時川英之監督[16][17][18][19][20]
- HUMPTY - 藤崎美咲役　小野昌俊監督
- 溺れるナイフ（2016年11月5日、ギャガ） - スタイリスト役　山戸結希監督
- 枝葉のこと（2017年）　二ノ宮隆太郎監督
- 彼女は夢で踊る（2019年7月15日広島先行公開 時川英之監督）
- 忌怪島/きかいじま（2023年6月16日、東映、清水崇監督） - 金城リンの母親 役[21]
- KYロック!（2024年11月16日、Donuts Films、前田多美監督） - 琴子 役[22]

### テレビドラマ
- 刑事のまなざし 第8話（2013年11月25日、TBS） - 若い娘 役
- リバースエッジ 大川端探偵社 第7話（2014年5月31日、テレビ東京） - 白石かをり(回想) 役
- ごめんね青春! 第10話（2014年12月21日、TBS）[23]
- 禁断のホラーミステリー 怪異TV　第1話-第3話（2015年8月6日-20日、NHK BSプレミアム） - AD・國武綾役（レギュラー）
- コウノドリ（2015年10月16日-、TBS） - 槌田幸役
- トットてれび　第2話（2016年5月7日、NHK） - はてなのお姉さん役
- 連続ドラマW　希望ヶ丘の人びと　第1・3話（2016年7月16日・7月30日、WOWOW） - 遠山先生役
- プレミアムよるドラマ『ママゴト』（2016年8月30日-、NHK BSプレミアム） - 出演・方言指導
- ラブホの上野さん Season2　第9話（2017年、フジテレビ）
- コウノドリ2（2017年10月13日-、TBS） - 槌田幸役

### 舞台
- 最愛（2007年9月6日-9月11日、劇団宝船公演）
- よろしく哀愁（よしもとクリエイティブエージェンシーナルペクトVol.6）
- 東京流れ者会（伊藤ヨタロウ presents）
- 煉獄アリス（2008年4月26日-4月29日、ムシラセ公演）
- すすめ!!観光バス（2008年6月6日-6月15日、動物電気公演）[24]
- 愛される覚えはない（2008年8月23日-8月27日、劇団宝船公演）
- とける（2008年11月13日-8月23日、ブルドッキングヘッドロック公演）[25]
- 3人いる!（2009年、飴屋法水公演）
- ミヤコピア2009（2009年、ブルースカイ公演）
- 凛として!（アップフロントエージェンシー＆オデッセー主催公演）
- 愛の躯（2011年4月2日-4月7日、劇団宝船公演）
- 49（2011年11月16日-11月23日、ムシラセ公演）[26]
- 神様のいないシフト（2012年7月19日-7月23日、芝居流通センターデス電所公演）
- ブサイクな彼女（2013年4月29日-4月29日、1月11日公演）
- どっきり!成人式〜オレもお前も〜（2013年6月8日-6月16日、大阪サンケイホールブリーゼ 動物電気公演）[27]
- グレイテスト・ヒッツ・テラヤマ（2013年7月6日-10月27日、園子温×寺山修司展「ノック」特別イベント）
- 朗読劇『少年口伝隊一九四五』（2017年8月9日、練馬文化センター小ホール）演出:保坂延彦[28][29][30]

### CM
- ヤクルト　「保育所」篇（2016年）[31]

### DVD
- ハーフゾンビ DEAD or ALIVE（2014年） - カレン 役[32]
- アイドル・イズ・デッド外伝-LEFT OR RIGHT-（2014年） - コッピ 役
- 口裂け女 vs メリーさん（2017年9月2日、工藤渉監督） - 片山厚子役

### ラジオ
- 助走のたかとびっ!!（多摩レイクサイドFM） - レギュラーアシスタント
- 伝音　presented by よばれっか（ラヂオつくば）
- ウツギ・ウタエの音楽室（2016年9月12日、ラヂオつくば）
- 渋谷のサンデー（2017年3月26日、渋谷のラジオ）

### 雑誌
- Wink（2015年12月号）
- Wink「有名人の備後ソウルラーメン」（2015年1月号）
- Wink「福山駅前シネマモード 國武綾特集上映に注目！」（2014年6月号）
- Wink「福山・備後の地元誌『恋の渦』凱旋インタビュー」（2013年11月号）
- CDジャーナル「特別企画 映画『恋の渦』がマジ超おもしれーんだけど！」（2013年9月号）
- ドカント「恋の渦スペシャルインタビュー」（2013年9月号）
- FLASH「今田耕司 キネカ美女旬報！」（2013年8月6日号）
- SWITCH「特集 あの人の、夏 大根仁と恋の夏」（vol.31）

### その他
- WEB 鳥取県PR映像「ずっとここにある」 - 日菜子 役[33][34]
- VP メットライフアリコ ガードX - 看護師 役
- 2006年度大阪三大夏祭り・愛染まつり 愛染娘[35]
- 広島県福山市 fashion show 宮通華歩

## 監督作品

### 映画
- 夫とちょっと離れて島暮らし（2021年12月25日、Amami Cinema Production）撮影、編集、ナレーションも担当[4]